# Wilhelm Loeillot
Wilhelm Loeillot, eigentlich Karl Friedrich Wilhelm Loeillot de Mars (* 1804 oder 1805 in Stettin; † 19. September 1891 in Berlin), war ein deutscher Lithograf, Kupferstecher und Verleger.

## Leben
Wilhelm Loeillot de Mars nannte sich in seinem beruflichen Umfeld W. Loeillot. Er kam mit seinem Vetter Carl Friedrich Gustav Loeillot de Mars Anfang des 19. Jahrhunderts nach Berlin und studierte 1824–1826 an der Akademie der Künste. Danach war er als Lithograf tätig und gründete eine lithografische Anstalt und Kunstdruckerei. Diese gehörte bald zu den meistbeschäftigten Druckanstalten. Auch zahlreiche Werke anderer Künstler, die sich mit dem Thema „Berlin“ beschäftigen, werden in seiner Werkstatt lithografiert. Hauptsächlich ist er aber als eigenständiger Künstler tätig und beteiligt sich ab 1832 mit Lithografien, Zeichnungen und Ölbildern an den Ausstellungen der Akademie. Porträts, auch der königlichen Familie, und gelegentlich auch religiöse Themen waren seine bevorzugten Motive. Er erstellte auch eine Reihe großer Erinnerungsblätter zu verschiedenen historischen Ereignissen in Berlin. Über 100 Stadt- und Gebäudeansichten zeigen die Veränderungen Berlins zwischen 1833 und 1879. Sie erschienen meist als Farblithografien, aber auch als Stahlstiche. Einige erscheinen auch bei anderen Verlagen, so bei F. Sala & Co., F. W. Delang, W. Zawitz, Gebr. Gropius und L. Sachse. Damit gehörte er zu den engagiertesten Chronisten Berlins. 1879 übernahm E. Müller seine lithografische Anstalt und er erschien danach als Rentier in den Adressbüchern.

## Familie
Wilhelm Loeillot war mit Johanna Auguste Friederike Kitz verheiratet und hatte den Sohn Gustav Loeillot de Mars (1845–1904) und eine Tochter (* 1847). Wilhelm Loeillot ist nicht zu verwechseln mit dem ebenfalls in Stettin geborenen Karl Lœillot-Hartwig.

Werkbeispiele
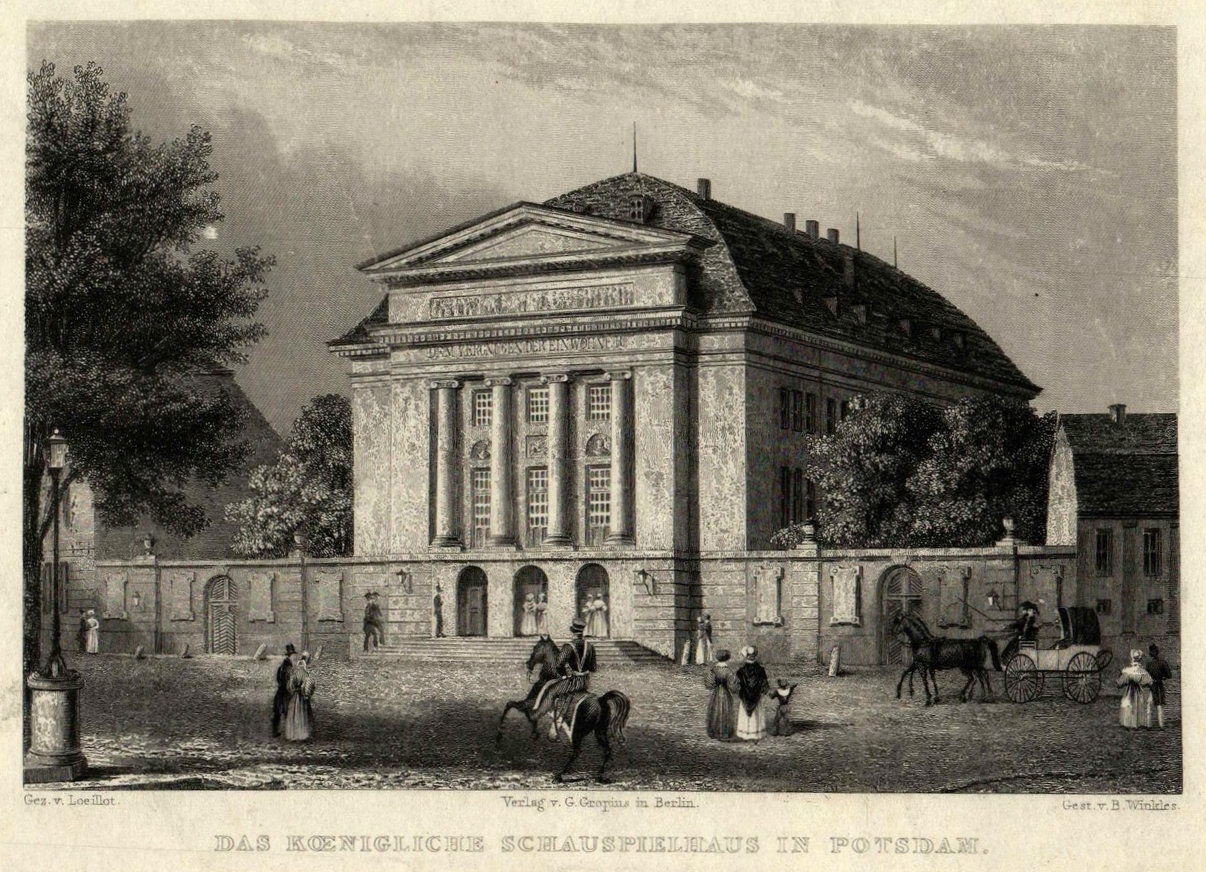
Potsdam Schauspielhaus
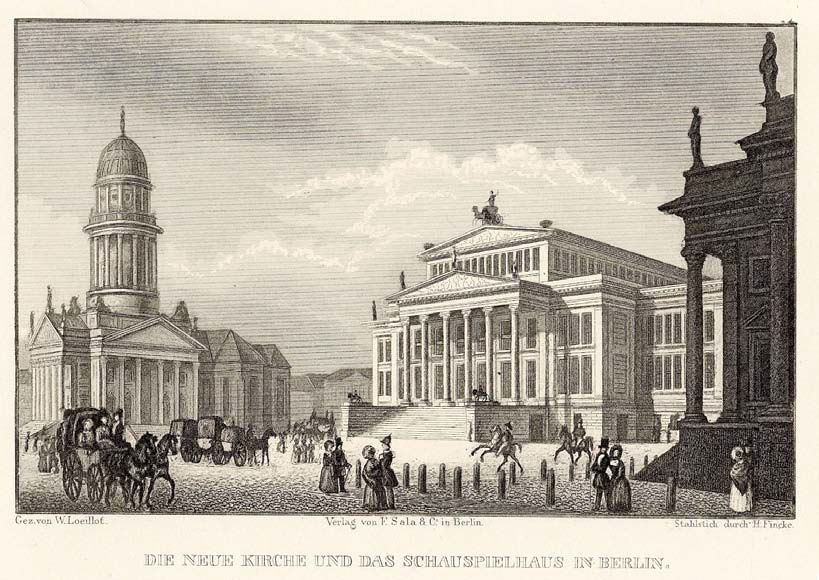
Die neue Kirche und das Schauspielhaus in Berlin
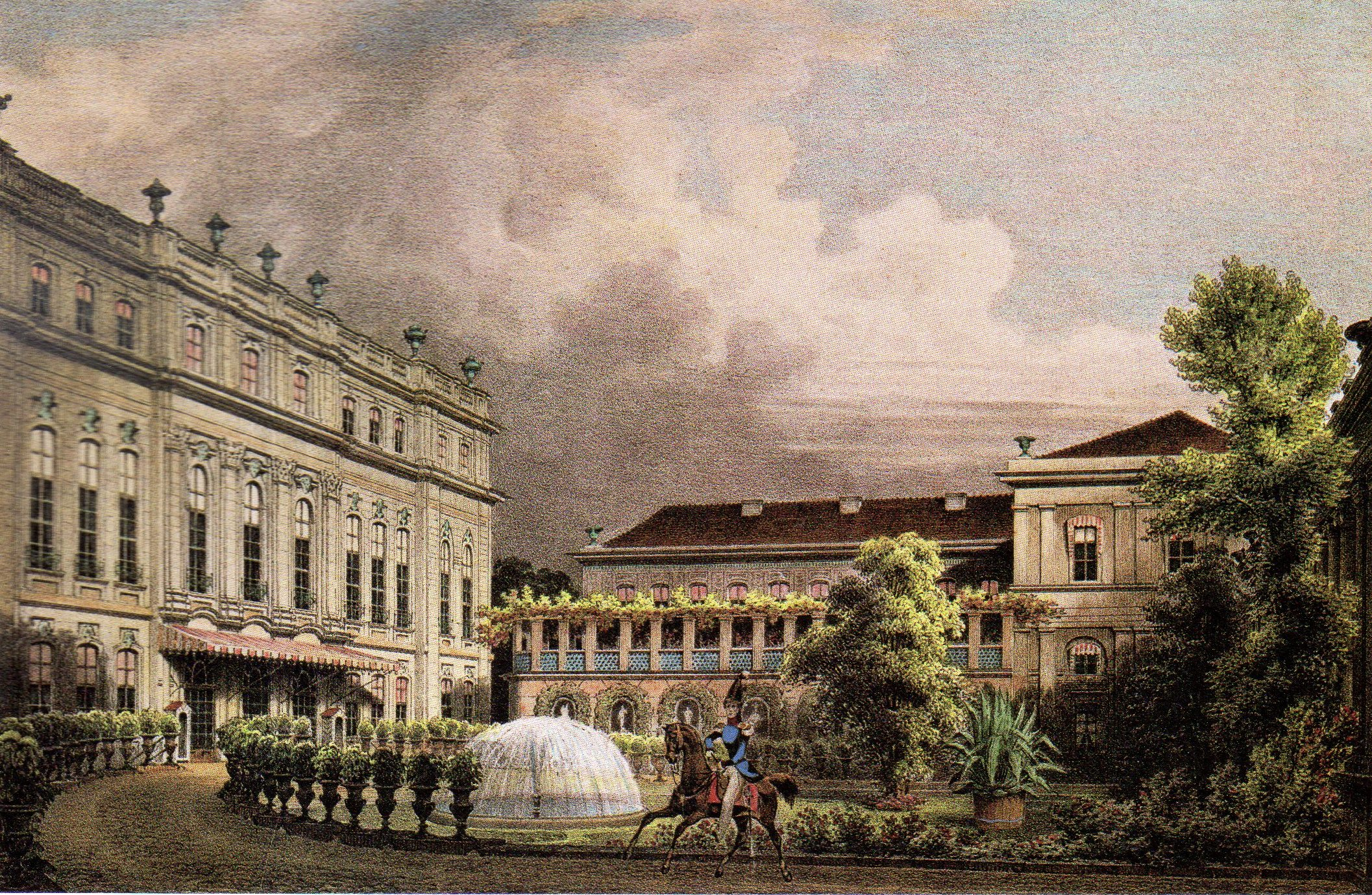
Palais des Prinzen Albrecht von Preußen
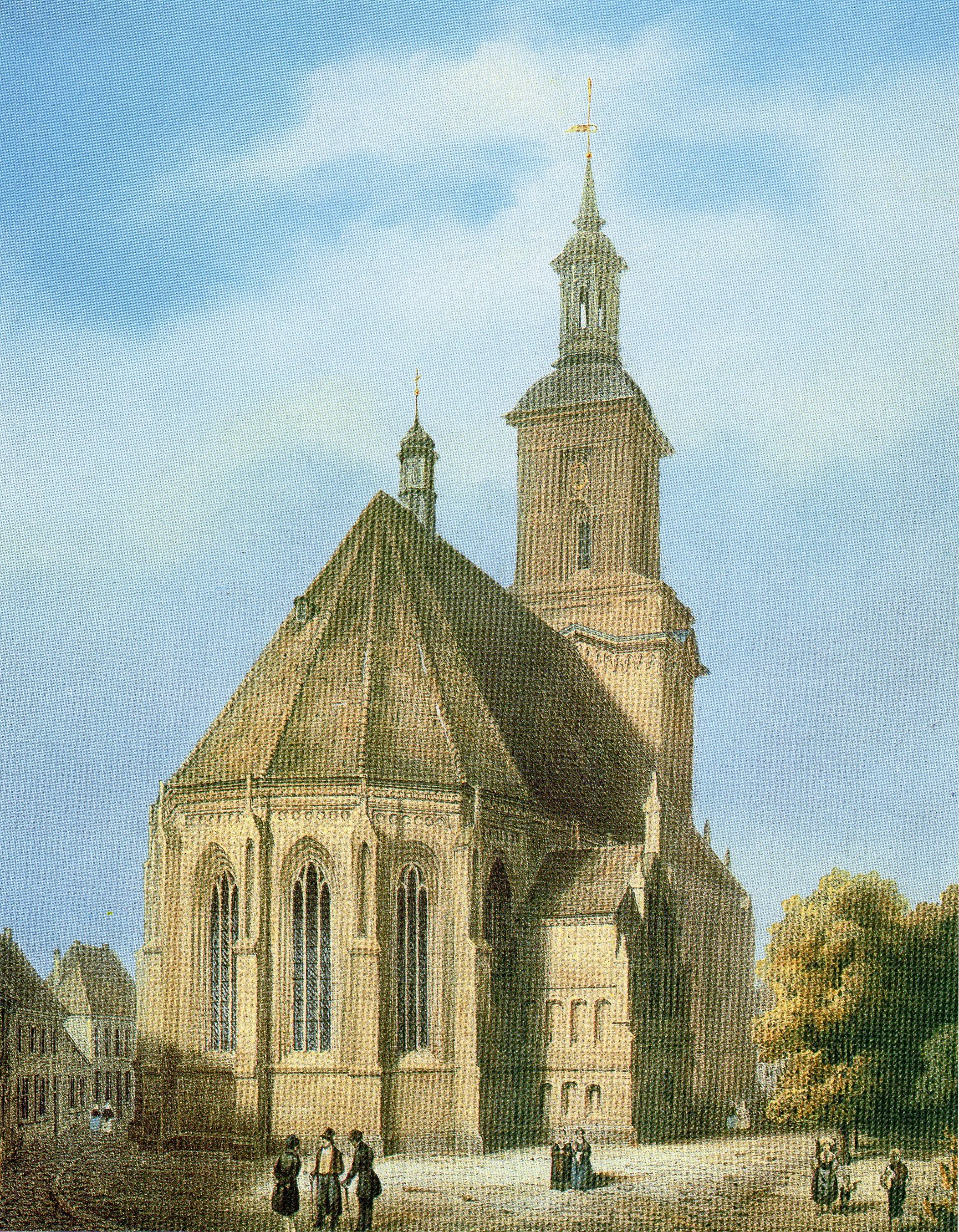
Die Nikolaikirche in Spandau